# 李錫 (正統進士)
李錫（1420年—？），字祐之，山東東昌府臨清縣人，軍籍。明朝政治人物。同進士出身。

## 生平
山東鄉試第十六名。正統十年（1445年）乙丑科會試第四十八名，殿試登進士第三甲第四十六名，除戶科給事中，累官陝西參議，成化元年致仕。

## 家族
曾祖父李信卿。祖父李士賢。父亲李敬。